# Artedius fenestralis
Artedius fenestralis és una espècie de peix pertanyent a la família dels còtids.

## Descripció
- Fa 14 cm de llargària màxima.
- Aletes pèlviques petites.[3][4]

## Alimentació
Menja gambes i peixets.

## Hàbitat
És un peix marí, demersal i de clima temperat (55°N-34°N) que viu entre 1-55 m de fondària.

## Distribució geogràfica
Es troba al Pacífic oriental: des de l'illa d'Unalaska i la península d'Alaska fins al sud de Califòrnia (els Estats Units).

## Observacions
És inofensiu per als humans.